# Unvergeßbare Worte
Unvergeßbare Worte ist eine Novelle von Paul Heyse aus dem Jahr 1883.

## Inhalt
Im Garten einer halb verfallenen Villa in der Nähe von Vicenza trifft die Baronesse Victoire einen jungen Mann, den Philosophen Dr. Philipp Schwarz. Sie bietet ihm an, mit ihr in ihr Schloss in der Steiermark zu kommen, um dort als eine Art Hauslehrer für ihren jüngeren Bruder zu leben. Philipp reist mit ihr, freundet sich mit dem Jungen an und verehrt die Tochter des Hauses, ohne ihr wirklich nahezukommen. Als diese bei einem Spaziergang ihrer Cousine erzählt, sie habe Philipp gleichsam gekauft und werde ihn als ihr Eigentum eines Tages heiraten, ist der junge Mann, der unfreiwilliger Zeuge dieses Gesprächs geworden ist, schockiert und verabschiedet sich umgehend aus dem Schloss der Baronesse. Diese lebt, ohne sich zu verheiraten, fernab der Gesellschaft weiter. Schließlich erfährt sie von ihrer Cousine, die auf dem protestantischen Friedhof in Rom auf Philipps Grab gestoßen ist, von seinem Ende. Die Grabinschrift „Oblivisci nequeo“ (Ich kann nicht vergessen) lässt sie, die kurz nach dem Tod ihrer Mutter ebenfalls stirbt, auch auf ihren eigenen Grabstein setzen.

## Rezeption
In Theodor Fontanes Roman Frau Jenny Treibel erwähnt der Protagonist Marcell Wedderkopp Heyses Novelle, um zu zeigen, dass er weniger empfindlich ist als Philipp Schwarz und Corinna Schmidt trotz ihrer Allüren zur Frau nehmen möchte.